# (8240) Matisse
(8240) Matisse ist ein Asteroid des inneren Hauptgürtels, der am 29. September 1973 von dem niederländischen Astronomenehepaar Cornelis Johannes van Houten und Ingrid van Houten-Groeneveld entdeckt wurde. Die Entdeckung geschah im Rahmen der 2. Trojaner-Durchmusterung, bei der von Tom Gehrels mit dem 120-cm-Oschin-Schmidt-Teleskop des Palomar-Observatoriums aufgenommene Feldplatten an der Universität Leiden durchmustert wurden, 13 Jahre nach Beginn des Palomar-Leiden-Surveys.
Mittlere Sonnenentfernung (große Halbachse), Exzentrizität und Neigung der Bahnebene des Asteroiden liegen innerhalb der jeweiligen Grenzwerte, die für die Nysa-Gruppe definiert sind, einer nach (44) Nysa benannten Gruppe von Asteroiden (auch Hertha-Familie genannt, nach (135) Hertha).
(8240) Matisse wurde am 2. April 1999 nach dem französischen Maler Henri Matisse benannt, der zu den bedeutendsten Künstlern der Klassischen Moderne sowie zu den Hauptvertretern des Fauvismus zählt. Schon 1976 war ein Einschlagkrater auf der südlichen Hemisphäre des Planeten Merkur nach Henri Matisse benannt worden: Merkurkrater Matisse.